# شهرستان واشاکای (وایومینگ)
شهرستان واشاکای، وایومینگ (به انگلیسی: Washakie County, Wyoming) یک سکونتگاه مسکونی در ایالات متحده آمریکا است که در وایومینگ واقع شده‌است.

## خصوصیات
شهرستان واشاکای ۵٬۸۰۹٫۳۸ کیلومترمربع مساحت دارد.